# Memory Impairment Screen (MIS)
El Memory Impairment Screen (MIS) es un breve test que se utiliza para evaluar la memoria. En general, se suele utilizar como una prueba preliminar para determinar la cognición de una persona que puede presentar deterioro en su capacidad de recordar y pensar.

## Componentes
La persona que recibe el MIS realizará una serie de tareas.

#### Primera tarea
Se muestra a la persona cuatro palabras con letra grande que deberá leer en voz alta. Por ejemplo, mesa, fútbol, profesor y oro.

#### Segunda tarea
Se proporciona al individuo una categoría que corresponde con una de las cuatro palabras anteriormente entregadas. Deberá poder identificar qué palabra se ajusta con esa categoría. Por ejemplo, se le proporciona la categoría "deporte", deberá relacionarla con la palabra fútbol. Esta asociación, la deberá realizar con las cuatro palabras.
Una vez realizada esta tarea, se retira el papel con las palabras y se le explica que tendrá que recordarlas en unos minutos.

#### Tercera tarea
El individuo realizará una tarea con motivo de distracción. Por ejemplo, se puede realizar otras pruebas breves como el Test del Reloj.

#### Cuarta tarea
El individuo deberá recordar las cuatro palabras con un límite de tiempo de 5 segundos, esta sección se conoce como recuperación libre. Si se excede más de 10 segundos sin éxito, se le proporcionarán las categorías de las palabras para facilitar su recuerdo, esta sección se llama recuperación facilitada.

## Puntuación
EL individuo obtendrá 2 puntos por cada palabra recordada por recuerdo libre, 1 punto si ha sido mediante el recuerdo facilitado y 0 puntos si no consigue recordar las palabras. Si obtiene un puntaje de 5 a 8 puntos, no existe deterioro cognitivo. En cambio, si su puntaje es 4 o menor presenta posiblemente deterioro cognitivo.